# Alexander Homén
Ernst Alexander Homén, född 14 september 1851 i Pieksämäki, död 12 december 1926 i Helsingfors, var en finländsk läkare. Han var bror till Theodor Homén. Han vann internationell ryktbarhet genom sina arbeten inom den experimentella patologin, i synnerhet inom neurologins område.
Homén blev student vid Kejserliga Alexanders Universitetet i Finland i Helsingfors 1869, filosofie kandidat 1873, medicine kandidat 1875, medicine licentiat 1879 och medicine doktor 1881. Han förordnades till docent 1880 i kirurgisk patologi och 1882 i patologisk anatomi samt var 1886–1917 professor i sistnämnda ämne. 
Av Homéns skrifter kan nämnas Den variga lungsäcksinflammationens operativa behandling (gradualavhandling 1879) och Contribution expérimentale à la pathologie et à l'anatomie pathologique de la moelle épinière (specimen för professur 1885) samt ett stort antal avhandlingar av kliniskt, experimental-patologiskt, patologisk-anatomiskt och bakteriologiskt innehåll. På hans institut utfördes av hans många lärjungar en mängd vetenskapliga undersökningar inom nyssnämnda område. Från 1905 utgavs dessa under titeln "Arbeiten aus dem pathologischen Institut der Universität Helsingfors".

## Utmärkelser
- Sankt Stanislausorden, tredje klass,  1897[4]
- Sankt Annas orden, tredje klass,  1900[4]
- Riddare av första klass av Sankt Olavs orden,  1900[4]
- Riddare av Nordstjärneorden,  1905[4]
- Sankt Stanislausorden, andra klassen,  1906[4]
- Sankt Annas orden, andra klass,  1915[4]

[Redigera Wikidata]